# Джакомо I Кріспо
Джакомо I Мирний (італ. Giacomo I Crispo; д/н — 1418) — 11-й герцог Архіпелагу (Наксосу) в 1397—1418 роках.

## Життєпис
Походив з веронського роду Кріспо. Старший син Франческо I, герцога Аріхпелагу, та Марії Санудо, синьйори Мілосу.
1397 року спадкував владу в герцогстві. Деякий час панував за підтримки своєї матері. Надав своїм братам власні ф'єфи (П'єтро — частину Наксосу, Джованні — Мілос і Кімолос, Гульєльмо — Анафі і Андрос, Нікколо — Сірос, Марко — Іос), де вони володарювали майже як самостійні синьйори. Невдовзі знову поновилася справа щодо належності о. Андрос, на який претендувала Марія Соммаріпа, свекруха герцога.
Зберіг провенеційську орієнтацію. Завдяки цьому 1403 року під час укладання мирної угоди між Венецією та Сулейманом Челебі, одним із претендентів на трон Османської держави, домовлено про гарантії безпеки для герцогства Архіпелагу.
Для вирішення фінансових питань та збільшення політичної підтримки вирушив до Європи, діставшись 1404 року навіть Англії. Проте поїздка не мала успіху. Немав навіть незначних коштів, щоб найняти галеру, тому 1405 року попросив її у венеційців.
З метою наповнення скарбниці надав притулок на Наксосі каталонським і баскським піратам, що почали активно діяти в Егейському морі. Згодом це погіршило відносини з османами, коли 1413 року завершилася боротьба за владу перемогою Мехмеда I. Останній відмовився підтвердити угоду 1403 року.
1415 року долучився до антиосманської коаліції. 1416 року османський флот на чолі з Калі-беєм сплюндрував острови Андрос, Мілос, Парос, а потім узяв герцога в облогу на Наксосі. Лише втручання венеційців врятувало ситуацію.
1418 року знову рушив до Італії, перед тим надавши братам Нікколо і Марко острови Сантаріні і Теразію відповідно. Загинув, потонувши у річці, під час подорожі з Феррари до Мантуї на зустріч з папою римським Мартином V.
Своїм заповітом запровадив у герцогстві Салічний закон, виключивши жінок із права спадкування. Тому трон перейшов до його брата Джованні II.

## Родина
Дружина — Флоренца, донька Гаспара Соммаріпи, синьйора Андроса.
Діти:
- донька
- донька